# Серце (роман)
«Серце» (яп. こゝろ, сучасна яп. орфографія こころ) — роман японського письменника Нацуме Сосекі. Роман публікувався з 20 квітня по 11 серпня у газеті Асахі Сімбун під назвою «Серце: Заповіт вчителя» (яп. 心　先生の遺書). Хоча дослівно назва перекладається «Серце», слово こころ має також конотації «серце речей», «почуття».
Дія роману відбувається на початку періоду Тайсьо. На тлі трансформації японського суспільства розгортається дружба між юнаком і літнім чоловіком якого він називає Сенсеєм. Роман продовжує почату автором в своїх попередніх роботах тему ізоляції у цьому випадку викликаної егоїзмом і почуттям провини. Інші теми роману зміни в японському суспільстві, зміна ролі і ідеалу жінки, роль сім'ї, протистояння особистості і групи.

## Екранізації
Роман «Серце» був екранізований щонайменше двічі. Перша екранізація 1955 року, режисер Кон Ічікава.
Друга екранізація 1973 року, режисер Кането Шіндо.
У 2009 році твір ліг в основу однієї з глав аніме Aoi Bungaku (епізоди 7-8), присвяченого японській класичній літературі. Режисер Шігеюкі Мія.

## Переклади українською
Переклад з японської за авторством Мирона Федоришина публікувався у журналі "Всесвіт" у номері 7-8 за 2004 рік.